# Classe Ognevoj
Le unità appartenenti alla classe Ognevoj (progetto 30 secondo la classificazione russa) sono cacciatorpediniere sovietici costruiti durante ed immediatamente dopo la seconda guerra mondiale.
Ne vennero costruite due versioni, per un totale di undici esemplari.

## Progetto 30
Si tratta della versione base, un'evoluzione rispetto alla precedente Classe Gnevnyj, che aveva dimostrato gravi limiti e prestazioni insufficienti. Gli Ognevoy sono state le prime grandi unità sovietiche costruite con le torrette chiuse.
Complessivamente, ne furono ordinati 24 esemplari nel 1938, ma il programma venne interrotto per l'invasione tedesca del 1941. Tutte le unità in costruzione a Mykolaïv che fu possibile varare, vennero evacuate incomplete. Le altre vennero distrutte per non farle cadere in mano nemica.
L'unica nave completata secondo il progetto originario, l'Ognevoy appunto, venne completato nel 1943 e demolito negli anni sessanta.

## Progetto 30A
Tutti gli scafi del progetto 30 che erano stati evacuati e che erano ancora utilizzabili, vennero completati dopo la guerra, con alcune modifiche rispetto alla versione base.
Queste navi furono la base per i futuri classe Skoryy (progetto 30B).
- Ozornoi: in costruzione a Mykolaïv, venne completato nel 1949 e ceduto alla Bulgaria nel 1956.

- Otverzhdyonny: in costruzione a Sebastopoli, venne completato nel 1947 e demolito negli anni sessanta.

- Osmotritelny: in costruzione a Leningrado, venne completato nel 1947 e demolito negli anni sessanta.

- Otlichny: in costruzione a Leningrado, venne completato nel 1947 e demolito negli anni sessanta.

- Obraztsovy: in costruzione a Leningrado, venne completato nel 1948 e demolito negli anni sessanta.

- Otvazhny: in costruzione a Leningrado, venne completato nel 1948 e demolito negli anni sessanta.

- Otchelivy: in costruzione a Severodvinsk, venne completato nel 1949 e demolito negli anni sessanta.

- Stalin: in costruzione a Severodvinsk, venne completato nel 1949 e demolito negli anni sessanta.

- Vnushitelny: in costruzione a Komsomol'sk-na-Amure, venne completato nel 1944 e demolito negli anni sessanta.

- Vlastny: in costruzione a Komsomol'sk-na-Amure, venne completato nel 1948 e demolito negli anni sessanta.

- Vynoslivy: in costruzione a Komsomol'sk-na-Amure, venne completato nel 1948 e demolito negli anni sessanta.